# Ervik
Ervik är en kyrkby i Stads kommun i Vestland fylke i västra Norge. Orten ligger på den yttersta delen av halvön Stadlandet. Här finns Erviks kyrka.
Tidigare har orten tillhört dåvarande Selje kommun.

## Bilder

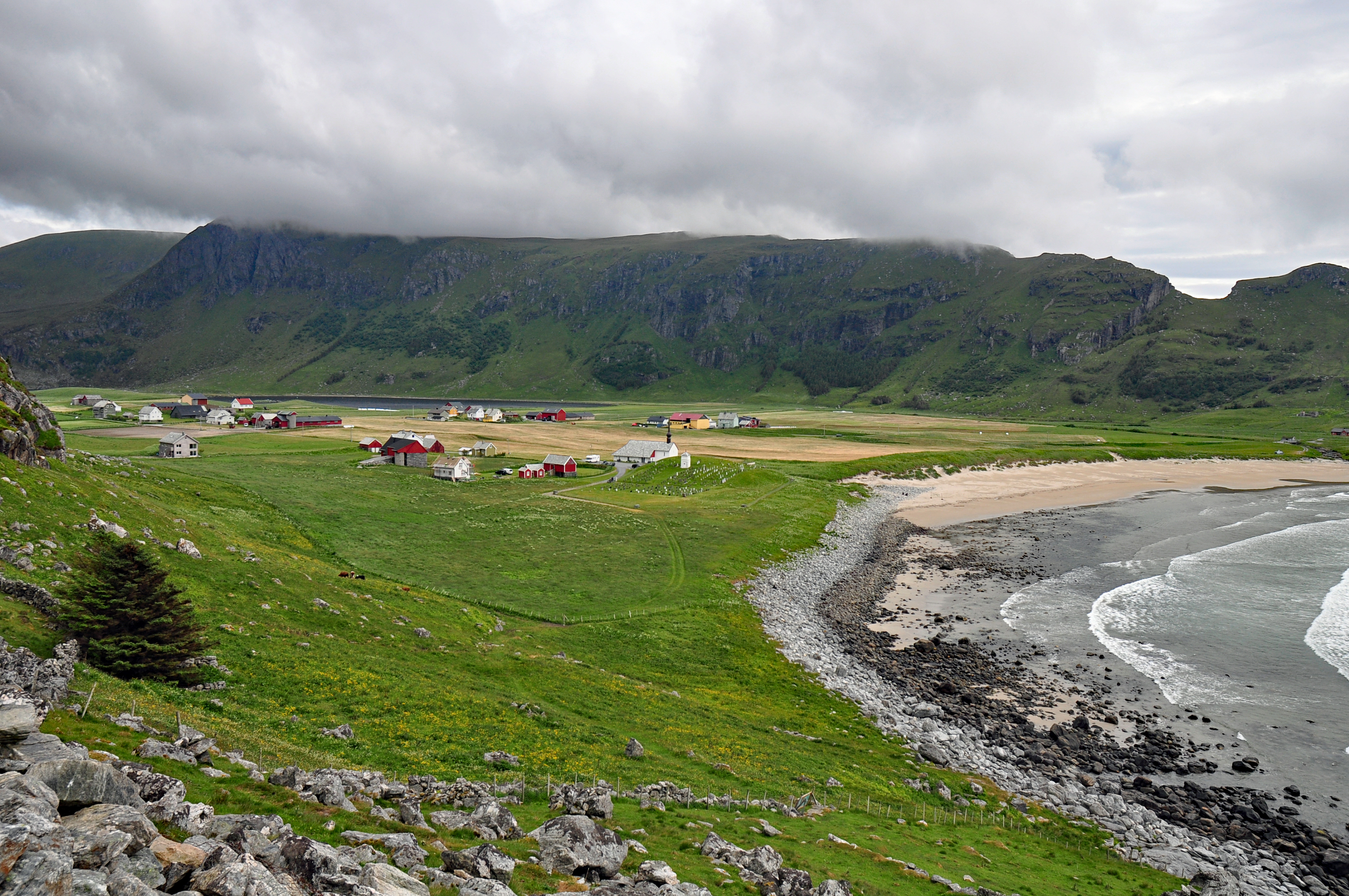
Ervik sedd från nordväst.
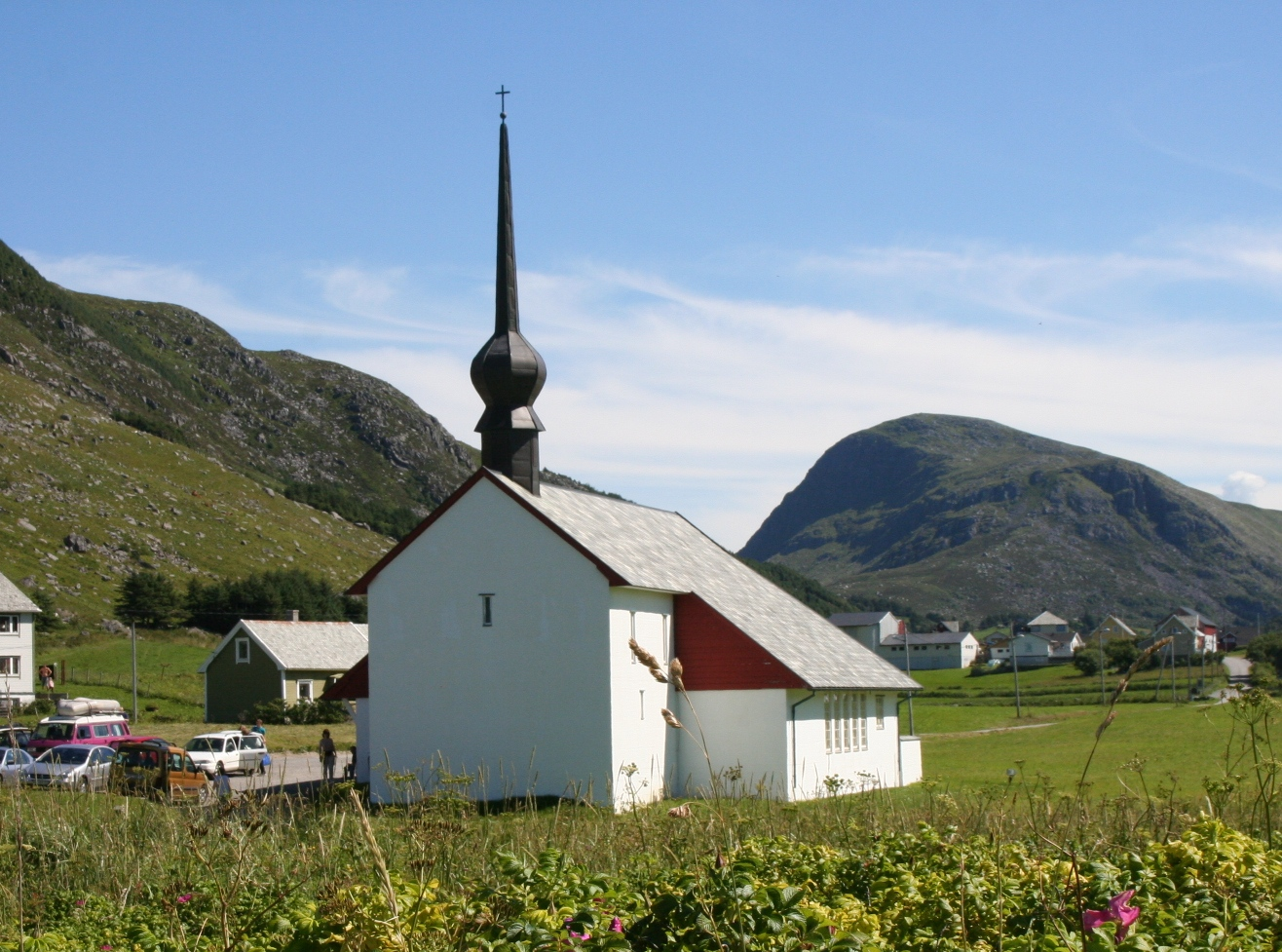
Erviks kyrka.
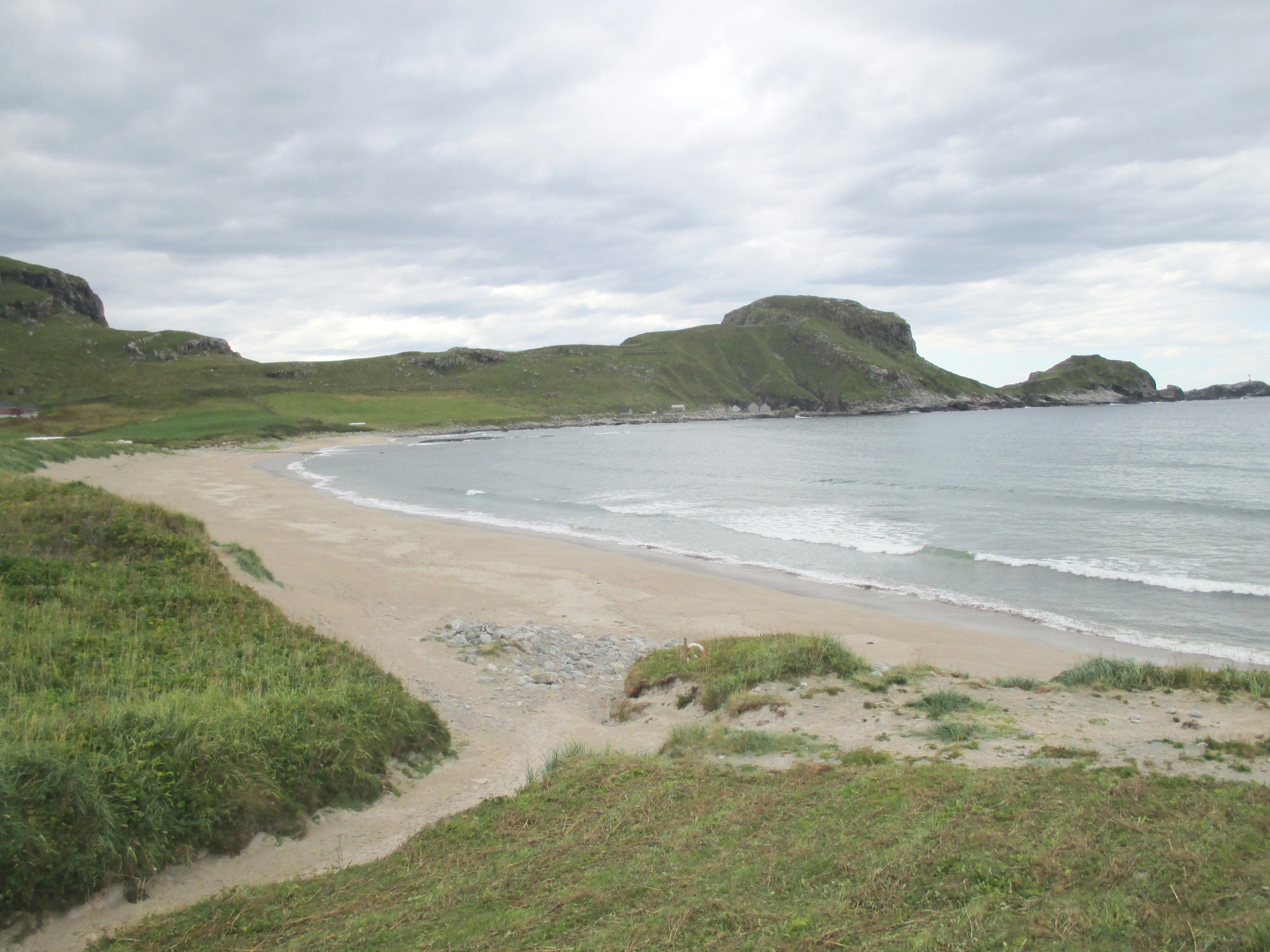
Stranden vid bukten Ervika.